# Кадыри, Абдулла
Абдулла́ Кадыри́ (узб. Abdulla Qodiriy / Абдулла Қодирий) (10 апреля 1894 — 4 октября 1938) —  узбекский писатель.

## Биография и творчество
Абдулла Кадыри родился в городе Ташкент (на территории старого города) 10 апреля 1894 г., в узбекской семье, его родители занимались торговлей. Кроме того, его отец, Кадыр-ака, был искусным садоводом. Поэтому в советских анкетах Абдулла Кадыри называл себя «сыном садовника». С детства Абдулла заслушался рассказами отца, много повидавшего и пожившего (всего Кадыр-ака прожил 102 года), от него он унаследовал тонкую наблюдательность, столь пригодившуюся ему в литературной деятельности. Учился Абдулла сначала в мусульманской школе (1904—1906), затем — в русско-туземной школе (1908—1912), которую успешно окончил. К 1912 г. относятся первые литературные опыты Абдуллы Кадыри. В своих первых,  опубликованных под псевдонимом Джулкунбай, произведениях — рассказе «Развратник» (1915) и пьесе «Несчастный жених» (1915) он с мягким доброжелательным юмором изобразил черты старого узбекского быта. В 1915–1917 годах Кадыри основательно изучил арабский и персидский языки в медресе Абдул-Касима. В дореволюционных произведениях писателя заметно влияние джадидизма́.
В советское время А. Кадыри учился на Московских литературных курсах им. В. Я. Брюсова (1924–1925), а затем в 1925–1926 годах работал в Ташкенте, в узбекском сатирическом журнале «Муштум» («Кулак»). Там печатались его рассказы и фельетоны, пользовавшиеся большим успехом у читателей. Главные произведения Кадыри («Минувшие дни», «Скорпион из алтаря») посвящены жизни ташкентских и кокандских узбеков в XIX веке, а также коллективизации (повесть «Абид-Кетмень»). Роман «Минувшие дни» произвёл на современников  особенно сильное впечатление. Все грамотные люди потянулись читать эту книгу. И даже те, кто не умел читать, собирались группами, чтобы послушать её. Во многих узбекских семьях детям давали имена героев романа — Кумуш и Атабек.
Абдулла Кадыри стал жертвой сталинизма и был репрессирован. 31 декабря 1937 года его арестовали как «врага народа». В середине 1937 года началась кампания по непосредственному уничтожению последних узбекских—джадидских интеллигентов, деятелей узбекской литературы, истории и культуры.
4 октября 1938 года писатель был расстрелян на расстрельном полигоне Алвасти куприк в Ташкенте. Похоронен на кладбище Хужа-Аламбардор (Камалан) в Ташкенте. Интересно отметить, что когда следственное дело А. Кадыри было рассекречено, среди следственных материалов, кроме вопросов следователей и ответов обвиняемого, нашёлся также ряд коллективных отзывов и рецензий на его творчество, в которых оно было представлено, как националистическое и антисоветское. Такие материалы были подписаны С. Хусаиновым, Н. Ахундиным, Алимом Шарафутдиновым, Г. Гулямом и другими. Часть фотокопий этих документов была опубликована Набиджононом Боки в «Книге казни» (Ташкент, 1992, издательство им. Г. Гуляма).
Дело А.Кадыри
Был одним из многих деятелей творчества, которые подписали обвинительные в национализме и антисоветизме рецензии и отзывы на творчество Абдуллы Кадыри. Часть фотокопий этих документов была опубликована Набиджононом Боки в «Книге казни» (Ташкент, 1992, издательство им. Г. Гуляма).

## Процесс реабилитации
После казни А. Кадыри и вплоть до XX съезда партии его произведения были запрещены и не переиздавались. На протяжении 20 лет сажали в тюрьмы всех, у кого обнаруживали роман «Минувшие дни». После смерти Сталина обстоятельства изменились.
Абдулла Кадыри был официально реабилитирован в 1957 году. Однако факт его расстрела (как и факт посмертной реабилитации) ещё долгие годы был засекречен. Так, увидевшему свет в 1958 году русскому переводу романа «Минувшие дни» была предпослана биография Абдуллы Кадыри, в которой ничего не сказано о годе и обстоятельствах его смерти. Автор биографии — известный писатель Иззат Султанов. К русскому переводу романа «Скорпион из алтаря» прилагалась анонимная биографическая справка, где коротко (и неточно) сообщалось: «Умер Абдулла Кадыри в 1939 г.».
По ненапечатанной пьесе Абдуллы Кадыри, написанной им в тридцатые годы XX века и сохранившейся только в черновиках, известный театральный режиссёр Марк Вайль поставил пьесу «Белый белый чёрный аист» в своём театре Ильхом в Ташкенте. По некоторым данным, последовавшая за этим трагическая гибель Марка Вайля была связана с его экспериментами в области гомоэротической эстетики  в своём театре, которые особенно ярко проявились именно в трактовке этой пьесы. 

Лишь незадолго до провозглашения независимости Узбекистана увидели свет полноценные, без купюр, биографии Абдуллы Кадыри. 
Чтобы увидеть величие гор, надо отойти от них на расстояние, то же происходит с оценкой свершений и личностей великих людей. Чтобы увидеть и осознать величие, непреходящую ценность творчества Абдуллы Кадыри потребовалось более полувека.
 — написал в статье «В зеркале одной судьбы», посвященной 95-летию со дня рождения Абдуллы Кадыри (1989 г.), вышеупомянутый Иззат Султанов.
Ныне именем писателя названа улица в центре Ташкента и станция метро на Юнусабадской линии.

## Награды
- 25 августа 1994 года Указом президента Узбекистана посмертно удостоен ордена «Мустакиллик» за № 1[8][9]

## Экранизации
- 1969 — «Минувшие дни», режиссёр Ю. Агзамов, в главной роли У. Алиходжаев
- 1973 — «Побег из тьмы». По мотивам романа «Скорпион из алтаря». Режиссёр Ю. Агзамов, автор сценария — С. Мухамедов, оператор — А. Панн. В ролях: И. Эргашев, Т. Шакирова, А. Ходжаев, Ш. Иргашев, Я. Ахмедов, Н. Рахимов.
- 1997 — «Минувшие дни», режиссёр М. Абзалов, в главной роли Б. Мухамакаримов